# عمر ويد
عمر ويد (بالفرنسية: Omar Wade)‏ (15 مايو 1990 بداكار في السنغال - ) هو لاعب كرة قدم سنغالي في مركز الهجوم. شارك مع منتخب السنغال تحت 23 سنة لكرة القدم. أما مع النوادي، فقد لعب مع بولو سبور وموسكرون بيروفيلز ونادي ديامبارز ونادي ليل ونادي الشعلة السعودي وUSJA Carquefou ‏.

## وصلات خارجية
- عمر ويد على موقع اتحاد تركيا (لاعب) (الإنجليزية)
- عمر ويد على موقع رابطة كرة القدم الفرنسية للمحترفين (الإنجليزية)
- عمر ويد على موقع قاعدة بيانات كرة القدم.إي يو (الإنجليزية)
- عمر ويد على موقع Soccerway.com (الإنجليزية)